# Schoenoplectiella aberrans
Schoenoplectiella aberrans är en halvgräsart som först beskrevs av Henri Chermezon, och fick sitt nu gällande namn av Kaare Arnstein Lye. Schoenoplectiella aberrans ingår i släktet Schoenoplectiella och familjen halvgräs. Inga underarter finns listade i Catalogue of Life.